# Siphonosoma cumanense
Siphonosoma cumanense är en stjärnmaskart som först beskrevs av Wilhelm Moritz Keferstein 1867.  Siphonosoma cumanense ingår i släktet Siphonosoma och familjen Sipunculidae. Inga underarter finns listade i Catalogue of Life.